# Vanuatu na Mistrzostwach Świata w Lekkoatletyce 2011
Vanuatu na Mistrzostwach Świata w Lekkoatletyce 2011 reprezentowane było przez dwoje zawodników.

## Występy reprezentantów Vanuatu

### Mężczyźni

#### Konkurencje biegowe
| Konkurencja   | Zawodnik      | Runda 1  | Runda 1 | Runda 2  | Runda 2 | Półfinał | Półfinał | Finał    | Finał   |
| Konkurencja   | Zawodnik      | Rezultat | Pozycja | Rezultat | Pozycja | Rezultat | Pozycja  | Rezultat | Pozycja |
| ------------- | ------------- | -------- | ------- | -------- | ------- | -------- | -------- | -------- | ------- |
| Bieg na 400 m | Arnold Sorina |          |         | 48.76 SB | 32      |          |          |          |         |

### Kobiety

#### Konkurencje biegowe
| Konkurencja   | Zawodniczka | Runda 1  | Runda 1 | Runda 2  | Runda 2 | Półfinał | Półfinał | Finał    | Finał   |
| Konkurencja   | Zawodniczka | Rezultat | Pozycja | Rezultat | Pozycja | Rezultat | Pozycja  | Rezultat | Pozycja |
| ------------- | ----------- | -------- | ------- | -------- | ------- | -------- | -------- | -------- | ------- |
| Bieg na 100 m | Susan Tama  | 13.29 PB | 26      |          |         |          |          |          |         |